# Cargador de batería

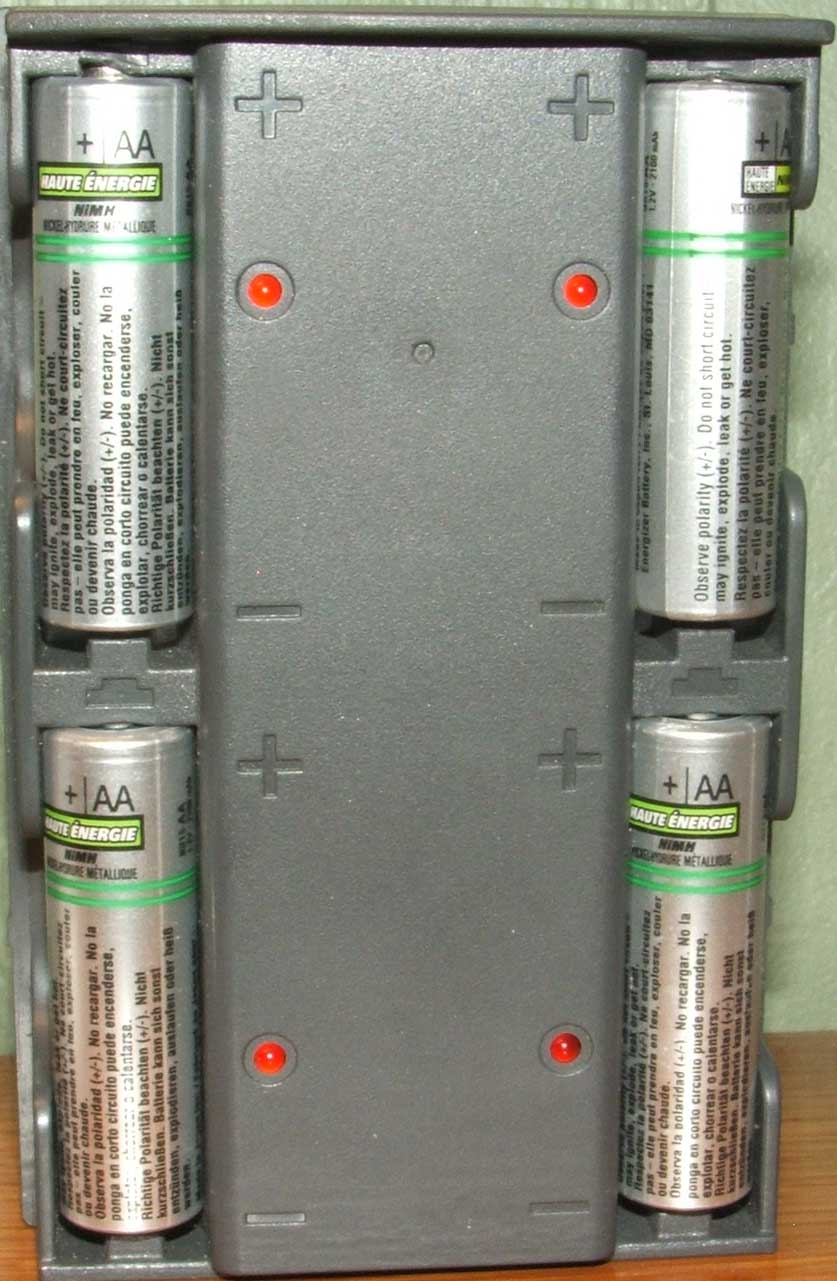
Esta unidad carga las baterías hasta que alcanzan un voltaje específico y después las mantiene cargando con un flujo eléctrico bajo hasta que es desconectada de la red eléctrica.

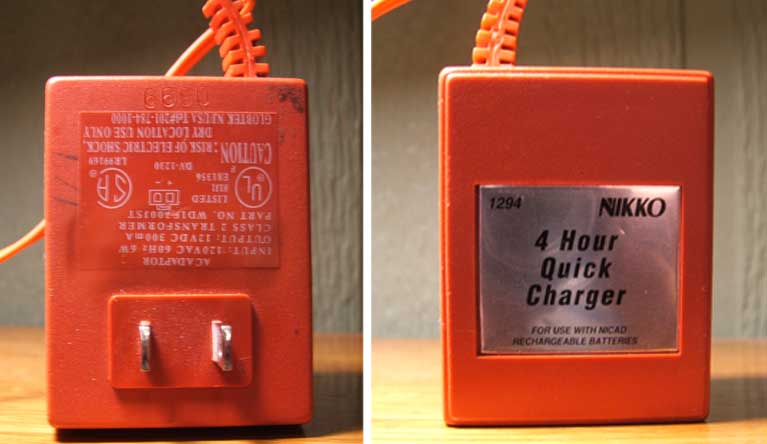
Un cargador AC-DC mural que aplica 300 mA a las baterías en todo momento, lo que podría dañarlas si se deja conectado demasiado tiempo.

Un cargador de baterías, o simplemente cargador, es un dispositivo utilizado para suministrar una corriente eléctrica, en sentido opuesto al de la corriente de descarga, a una batería o pila recargable para que esta recupere su carga energética.
Un cargador generalmente se refiere a un dispositivo que convierte la corriente alterna en corriente continua de bajo voltaje. Los cargadores se usan ampliamente en varios campos, especialmente en el campo de la vida, se usan ampliamente en teléfonos móviles, cámaras y otros dispositivos comunes. El cargador es un dispositivo convertidor estático que utiliza dispositivos semiconductores electrónicos de potencia para convertir corriente alterna con voltaje y frecuencia constantes en corriente continua. El cargador tiene una amplia gama de perspectivas de aplicación en las ocasiones en las que la batería se utiliza como fuente de energía de trabajo o fuente de energía de respaldo.

## Tipos de cargadores de baterías

### Cargador Sencillo
Un cargador  la tecnología de plomo- constante por la batería que va a ser cargada. El cargador sencillo no modifica su corriente de salida basándose en el tiempo de carga de la batería. Esta sencillez 
facilita que sea un cargador barato, pero también de baja calidad. Este cargador suele tardar bastante en cargar una batería para evitar daños por sobrecarga. Incluso así, una batería que se mantenga mucho tiempo en un cargador sencillo pierde capacidad de carga y puede llegar a quedar inutilizable.

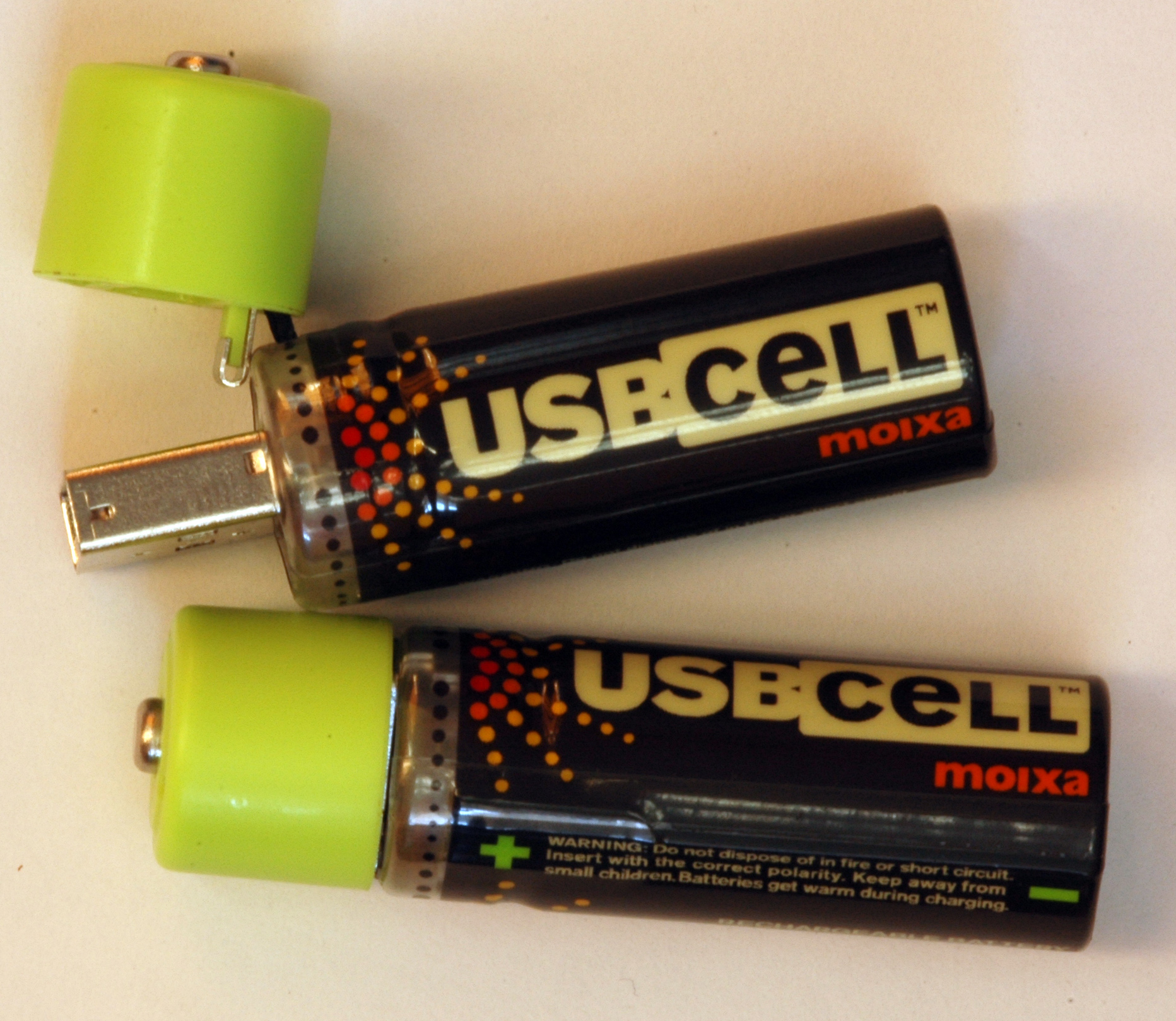
USBcells, pilas recargables por USB

### Cargador de Mantenimiento
Un cargador de mantenimiento es un tipo de cargador sencillo que carga la batería muy despacio, a la velocidad de autodescarga; es el tipo de cargador más lento.
Una batería puede dejarse en un cargador de este tipo por tiempo indefinido, manteniéndose cargada por completo sin riesgo de sobrecarga o calentamiento. Está indicado para el mantenimiento de la fuente de energía de sistemas desatendidos, como sistemas de alarma o de iluminación de emergencia.

### Universal
Estos cargadores son los más versátiles. La curva de carga es totalmente programable por el usuario para cualquier tipo de batería (válido para celdas individuales o baterías completas con cualquier voltaje y capacidad) y válidos para cualquier tipo de carga ya bien sea convencional o rápida. Además puede realizar aplicaciones variadas en las baterías industriales como acondicionamiento y regeneración. Este tipo de cargadores son más eficientes debido a que el factor de potencia es unitario y el control de carga es preciso. Evita el problema del aumento de temperatura en la batería durante la carga. Se suelen usar para carga de baterías de tracción, por ejemplo de carretillas industriales.

### Con temporizador
La corriente de salida de un cargador de este tipo se corta tras un tiempo predeterminado. Estos cargadores fueron los más comunes para baterías Ni-Cd de alta capacidad a finales de la década de 1990.
(para las pilas de consumo Ni-Cd, de baja capacidad, se suele usar un cargador sencillo).
Es frecuente encontrar a la venta este tipo de cargadores junto a un paquete de pilas. El tiempo de carga viene configurado para ellas. Si se utilizan en ellos otras pilas de menor capacidad, podrían sufrir una sobrecarga. De otro lado, si se cargan pilas de mayor capacidad que las originales solo quedarán cargadas parcialmente. Los avances en este tipo de tecnología incrementan la capacidad de las pilas cada década, por lo que un cargador antiguo puede que solo cargue parcialmente las pilas actuales.
Los cargadores basados en un temporizador tienen también el inconveniente de provocar sobrecargas en pilas que, aun siendo las adecuadas, no están totalmente descargadas cuando se ponen a cargar.

### Inteligente
La corriente de salida depende del estado de la batería. Este cargador controla el voltaje de la batería, su temperatura y el tiempo que lleva cargándose, proporcionando una corriente de carga adecuada en cada momento. El proceso de carga finaliza cuando se obtiene la relación adecuada entre voltaje, temperatura y/o tiempo de carga.
En la baterías de Ni-Cd y NiMH, el voltaje que puede ofrecer la batería aumenta poco a poco durante el proceso de carga hasta que la batería está totalmente cargada. Tras esto el voltaje disminuye, lo que indica a un cargador inteligente que la batería está totalmente cargada.
Un cargador inteligente típico carga la batería hasta un 85% de su capacidad máxima en menos de una hora, entonces cambia a carga de mantenimiento, lo que requiere varias horas hasta conseguir la carga completa.
Generalmente, los cargadores de baterías inteligentes cuentan con distintos modos de carga, respecto al tipo de batería (Ácido o Gel) y respecto al estado en el que estas se encuentren: un buen estado requiere de una carga normal, mientras que si las baterías han permanecido descargadas por un tiempo prolongado necesitan de una ecualización. Dependiendo del modo de carga, se pueden o no dejar conectados los artefactos que alimenta el banco de baterías.

### Finalidad
Su finalidad es conseguir un cargador rápido que pueda usar un circuito de control de la propia batería para conseguir una cargada rápida de esta manera sin dañar los elementos de sus pilas. Muchos de estos cargadores disponen de un ventilador para mantener la temperatura controlada. Suelen actuar como un cargador normal -carga en una noche- si se usan con pilas normales de NiMH, que no tienen un circuito de control. Algunos, como los fabricados por Energizer, pueden realizar una carga rápida de cualquier batería NiMH aunque ésta no disponga del circuito de control. A nivel industrial
Sirve para recargar la batería baja de los aparatos electrónicos como: celulares,radios,baterías de laptops etc.

### Portátil o externo

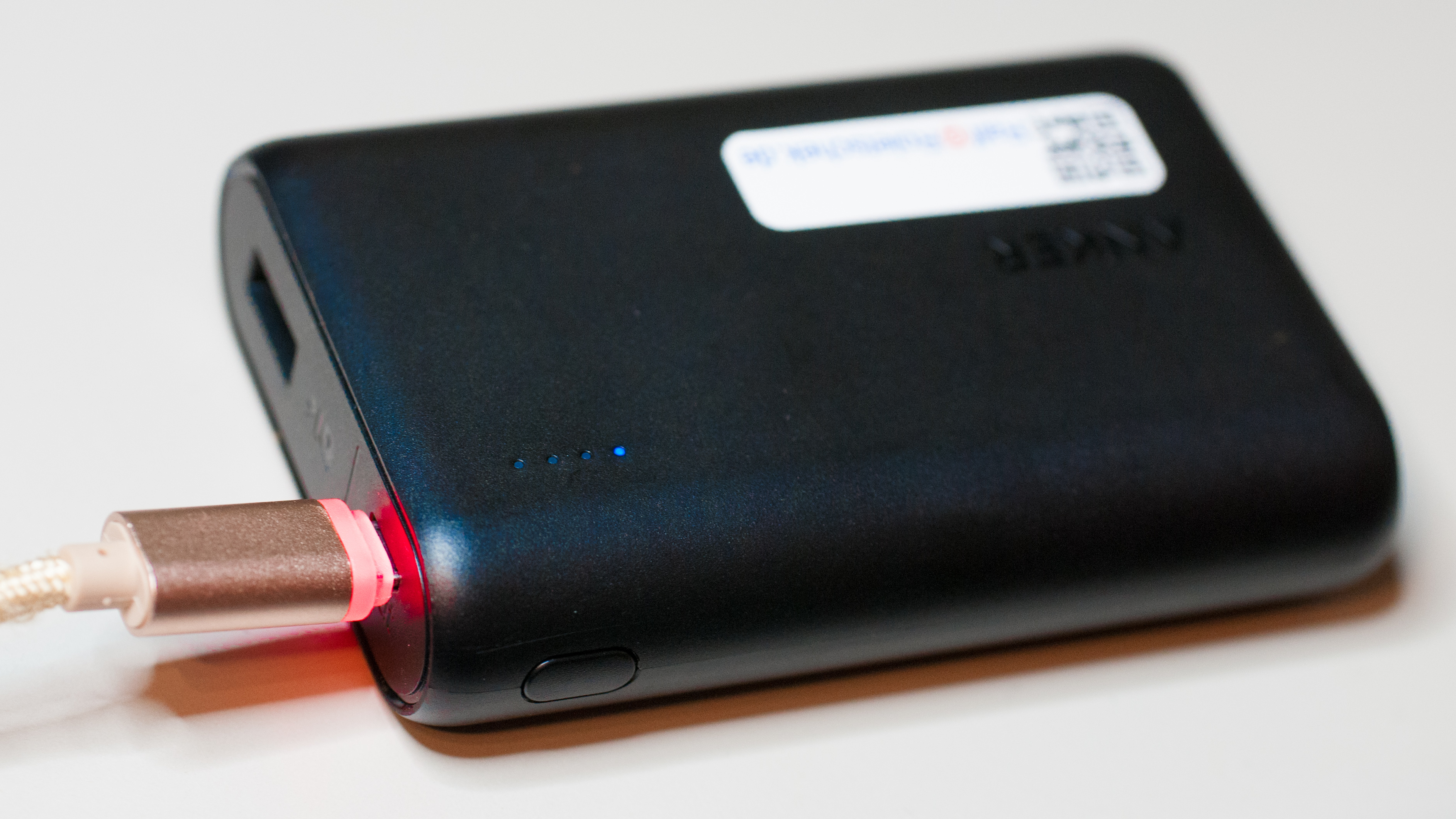
Batería portable que se está cargando

Permite cargar distintos dispositivos electrónicos como teléfonos móviles y tabletas entre otros. Generalmente es conocido como Power Bank o batería externa y consiste es un dispositivo portátil que puede suministrar energía desde sus baterías incorporadas a través de uno, o varios, puertos USB.
Por lo general, también se recargan por alimentación USB.

### Por pulsos
Algunos cargadores usan tecnología de carga por pulsos en la cual se aplica un tren de pulsos de corriente continua a la batería, cuyo tiempo de subida, período, frecuencia y amplitud son controlados con gran precisión. Se suele decir que esta tecnología funciona con baterías de cualquier tamaño, voltaje, capacidad o composición química, incluyendo baterías automovilísticas reguladas por válvulas. Empleando la carga por pulsos se pueden aplicar picos de alto voltaje sin sobrecalentar la batería. En una batería de plomo-ácido, esto descompone los cristales de sulfato de plomo, extendiendo la vida útil de la batería.
Varios tipos de cargadores por pulsos están patentados mientras que otros tienen licencia libre.
Algunos cargadores utilizan pulsos para comprobar el estado de la batería nada más conectar el cargador, luego continúan cargando a corriente constante durante el periodo de carga rápida y finalmente vuelven a utilizar la carga por pulsos cada cierto tiempo para mantener la carga.

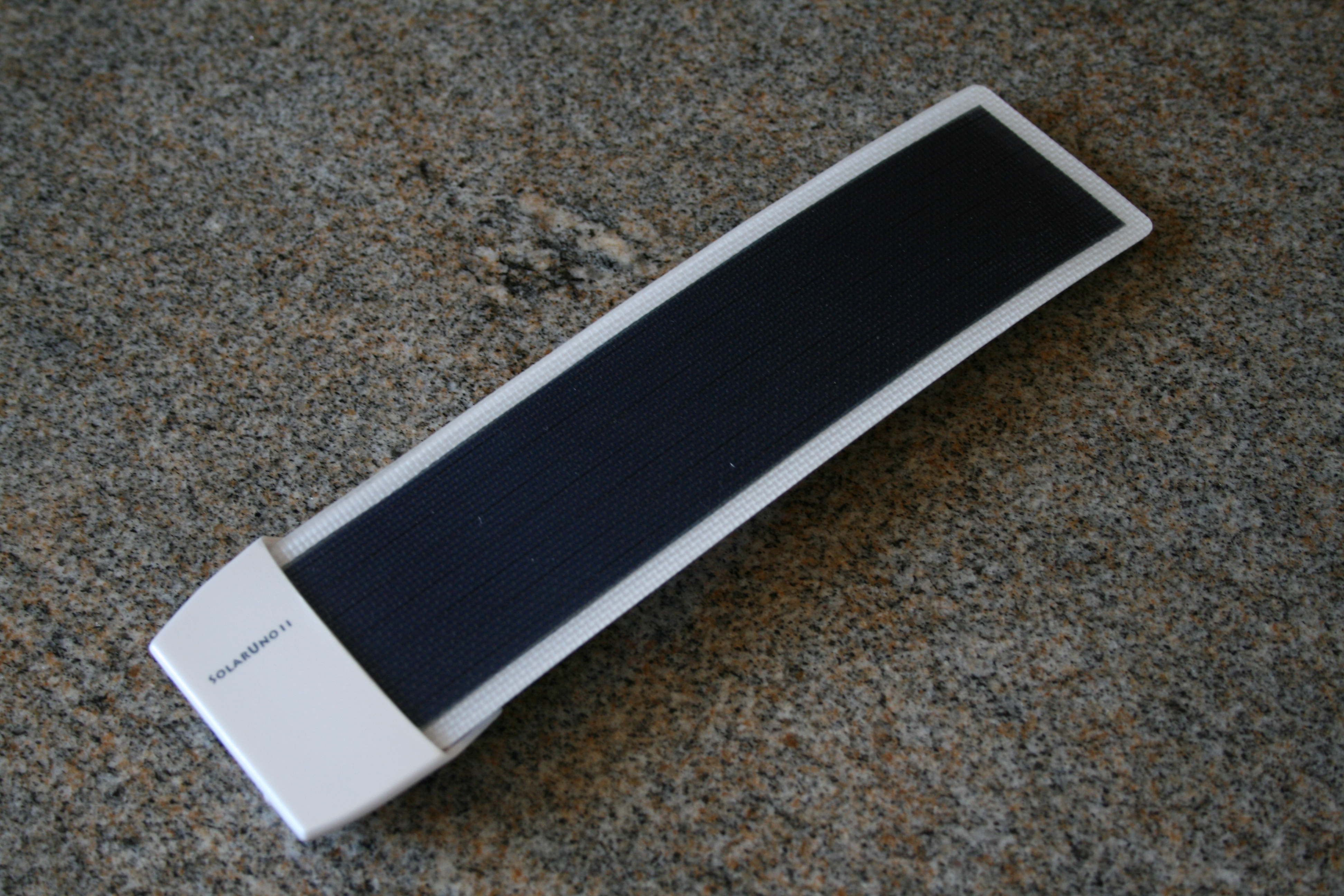
Cargador solar con salida USB

### Inductivas
Los cargadores inductivos hacen uso de la inducción electromagnética para cargar las baterías. Una estación de carga envía energía electromagnética por acoplamiento inductivo a un aparato eléctrico, el cual almacena esta energía en las baterías. La carga se consigue sin que exista contacto físico entre el cargador y la batería. Es el sistema de carga más utilizado en cepillos de dientes eléctricos; debido a que no existe contacto eléctrico no hay peligro de electrocución. Cada inductancia está referida al campo magnético generado.